# مسرح الحرب

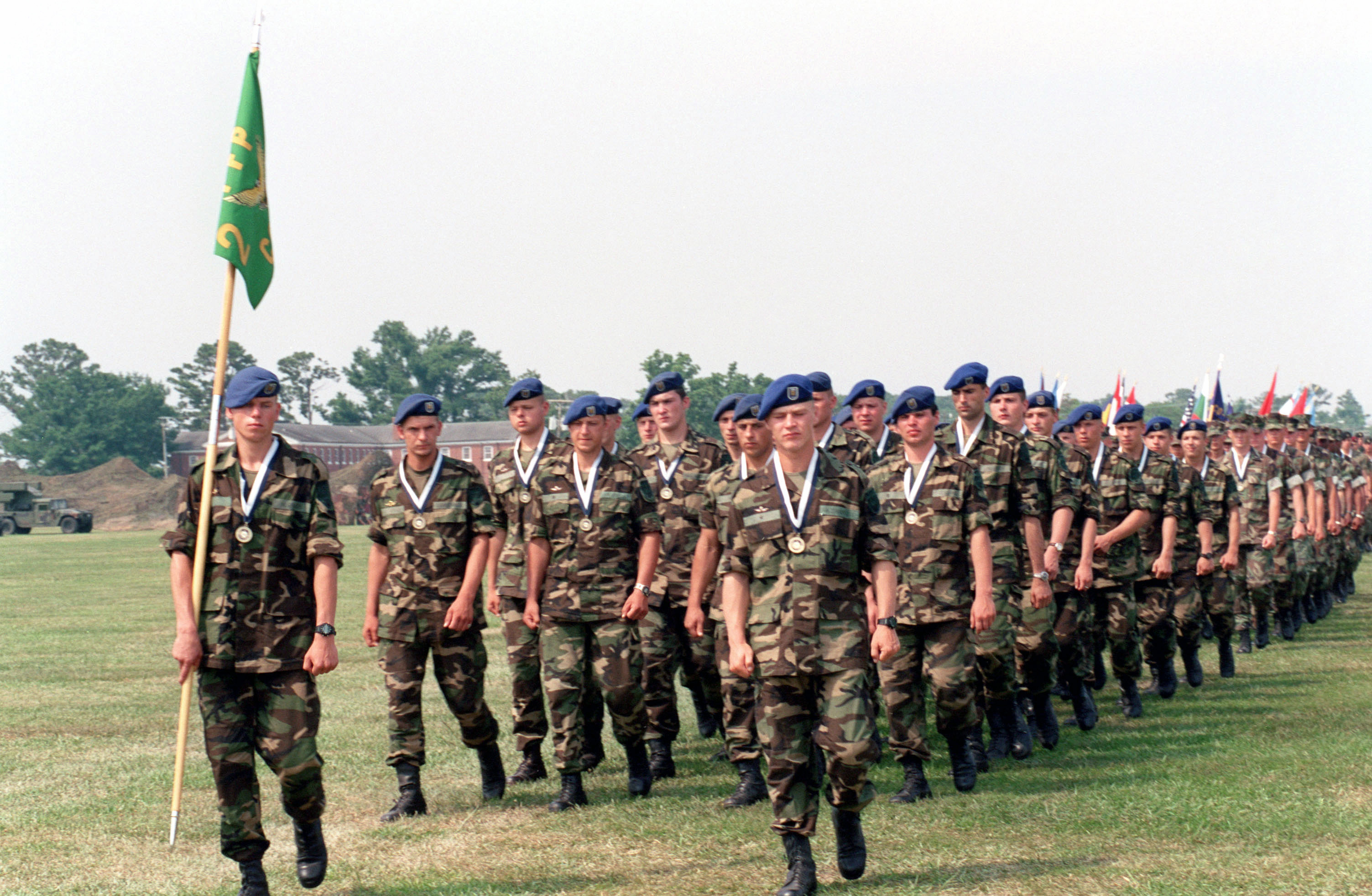

اختلفت طبيعة مسرح الحرب «مسرح العمليات أو مسرح العمليات الحربي» مع اتساع نطاق ميادين القتال 
وتغيرت طبيعة العمليات الحربية، التي تأثرت جذريا بالتطور التكنولوجي لأسلحة وأدوات الحرب، وأستحداث أسلحة وأدوات جديدة، علاوة على تطور وسائل الاعلام والاتصال، وفي البداية كان يقتصر مسرح الحرب علي منطقة محددة من الأرض أصبح فيما بعد ذا حيز متعدد يشمل بريا مساحة من الأرض وبحريا مسطحا مائيا، بالإضافة للنطاق الجوي لهما أو ما يزيد عنهما، وطبقا لطبيعة الصراع أو الأهداف السياسية والعسكرية للدولة في إطار الاستراتيجية الشاملة فقد يتكون من عدة مسارح، وقد يتسع ليشمل كل مساحة الدولة، وإجرائيا فإن القيادة العامة للقوات المسلحة في كل دول العالم على أختلاف عقائدها العسكرية والسياسية، هي التي تقوم بتحديد هذا المسرح في وقت السلم وهي التي تقوم بدراسته وإعداده أستنادا على الأعتبارات التالية:
- القوة البشرية الكائنة بالمسرح وتبعية وولاء السكان وانتمائهم.[1][2][3]
- ملائمة شبكة الطرق والممرات البحرية للأنشطة اللوجيستية.
- الخصائص الطبية والطوبوغرافية للمنطقة.
- الموارد الطبيعية والصناعية المتوفرة في المسرح.
- ما يلزم المسرح من تجهيزات فنية وإدارية وهندسية.
- الدروس المستفادة من أي حروب سابقة على هذا المسرح.

ويأخذ مفهوم مسرح العمليات ابعاداً أخرى لما تقدم بالنسبة للدولة العظمى نظرا لأختلاف المصالح وطبيعة النفوذ والتنافس على الهيمنة والسيطرة.